# Championnat du Paraguay de football 1996
Navigation
Saison précédente Saison suivante
La saison 1996 du Championnat du Paraguay de football est la quatre-vingt-sixième édition de la Primera División, le championnat de première division au Paraguay. Les treize meilleurs clubs du pays disputent la compétition, qui se déroule en trois phases :
- les équipes disputent deux tournois (Ouverture et Clôture), organisés en trois parties : poule unique où chaque équipe rencontre une fois chacun de ses adversaires et les huit premiers qualifiés, deux poules de quatre équipes dont les deux meilleurs disputent la phase finale (demi-finales et finale).
- les vainqueurs des tournois saisonniers se rencontrent lors de la finale nationale pour le titre

C'est le club de Cerro Porteño qui est sacré champion cette saison après avoir battu Club Olimpia en finale nationale. C'est le 24e titre de champion du Paraguay de l’histoire du club.

## Les clubs participants
| - Club Guaraní - Cerro Porteño - Club Libertad - Club Atlético Colegiales - Club Olimpia - Club Sol de América - Deportivo Humaitá | - Club Sportivo Luqueño - Club Nacional - Club Sport Colombia - Club Sportivo San Lorenzo - Club Tembetary - Promu de División Intermedia - Club Presidente Hayes |

## Compétition
Le barème utilisé pour établir l’ensemble des classements est le suivant :
- Victoire : 3 points
- Victoire après la séance des tirs au but : 2 points
- Défaite après la séance des tirs au but : 1 point
- Défaite : 0 point

### Tournoi Ouverture

#### Première phase
| Rang | Équipe                    | Pts | J  | G | N   | P | Bp | Bc | Diff |
| ---- | ------------------------- | --- | -- | - | --- | - | -- | -- | ---- |
| 1    | Club LibertadT            | 27  | 12 | 8 | 1/1 | 2 | 16 | 14 | +2   |
| 2    | Club Olimpia              | 27  | 12 | 9 | 0/0 | 3 | 29 | 15 | +14  |
| 3    | Club Guaraní              | 26  | 12 | 7 | 2/1 | 2 | 30 | 16 | +14  |
| 4    | Cerro Porteño             | 21  | 12 | 5 | 2/2 | 3 | 25 | 14 | +11  |
| 5    | Club Sportivo Luqueño     | 21  | 12 | 6 | 0/3 | 3 | 27 | 21 | +6   |
| 6    | Club TembetaryP           | 20  | 12 | 5 | 2/1 | 4 | 20 | 23 | -3   |
| 7    | Club Atlético Colegiales  | 20  | 12 | 5 | 2/1 | 4 | 15 | 16 | -1   |
| 8    | Club Sol de América       | 18  | 12 | 4 | 2/2 | 4 | 16 | 16 | 0    |
| 9    | Club Nacional             | 14  | 12 | 3 | 1/3 | 5 | 16 | 21 | -5   |
| 10   | Club Presidente Hayes     | 13  | 12 | 3 | 1/2 | 6 | 14 | 24 | -10  |
| 11   | Club Sport Colombia       | 11  | 12 | 2 | 2/1 | 7 | 16 | 23 | -7   |
| 12   | Deportivo Humaitá         | 10  | 12 | 1 | 3/1 | 7 | 13 | 24 | -11  |
| 13   | Club Sportivo San Lorenzo | 6   | 12 | 1 | 1/1 | 9 | 13 | 23 | -10  |

|  | Qualification pour la deuxième phase                 |
|  | T : Tenant du titre P : Promu de División Intermedia |

#### Deuxième phase
En fonction de leur classement à l’issue de la première phase, les clubs démarrent la seconde phase avec un bonus.
| Rang | Équipe               | Pts | J | G | N   | P | Bp | Bc | Diff |
| ---- | -------------------- | --- | - | - | --- | - | -- | -- | ---- |
| 1    | Club Olimpia+2.5     | 9.5 | 3 | 1 | 2/0 | 0 | 8  | 2  | +6   |
| 2    | Club Guaraní+2       | 9   | 3 | 2 | 0/1 | 0 | 9  | 2  | +7   |
| 3    | Club TembetaryP +0.5 | 2.5 | 3 | 0 | 1/0 | 2 | 3  | 13 | -10  |
| 4    | Club Sol de América  | 2   | 3 | 0 | 0/2 | 1 | 3  | 6  | -3   |

| Rang | Équipe                   | Pts  | J | G | N   | P | Bp | Bc | Diff |
| ---- | ------------------------ | ---- | - | - | --- | - | -- | -- | ---- |
| 1    | Cerro Porteño+1.5        | 10.5 | 3 | 3 | 0/0 | 0 | 5  | 1  | +4   |
| 2    | Club Sportivo Luqueño+1  | 7    | 3 | 2 | 0/0 | 1 | 6  | 5  | +1   |
| 3    | Club Libertad+3          | 6    | 3 | 1 | 0/0 | 2 | 5  | 5  | 0    |
| 4    | Club Atlético Colegiales | 0    | 3 | 0 | 0/0 | 3 | 5  | 10 | -5   |

#### Phase finale
|  | Demi-finales              | Demi-finales     |                       |       | Finale | Finale |
|  |                           |                  |                       |       |        |        |
|  |                           |                  |                       |       |        |        |
|  |                           |                  |                       |       |        |        |
|  | Club Sportivo Luqueño tab | 1 (3)            |                       |       |        |        |
|  | Club Sportivo Luqueño tab | 1 (3)            |                       |       |        |        |
|  | Club Olimpia              | 1 (2)            |                       |       |        |        |
|  | Club Olimpia              | 1 (2)            | Club Sportivo Luqueño | 2 (4) |        |        |
|  |                           |                  | Club Sportivo Luqueño | 2 (4) |        |        |
|  |                           | Club Guaraní tab | 2 (5)                 |       |        |        |
|  | Cerro Porteño             | Club Guaraní tab | 2 (5)                 | 0 (3) |        |        |
|  | Cerro Porteño             |                  |                       | 0 (3) |        |        |
|  | Club Guaraní tab          | 0 (4)            |                       |       |        |        |
|  | Club Guaraní tab          | 0 (4)            |                       |       |        |        |

### Tournoi Clôture

#### Première phase
| Rang | Équipe                    | Pts | J  | G | N   | P | Bp | Bc | Diff |
| ---- | ------------------------- | --- | -- | - | --- | - | -- | -- | ---- |
| 1    | Club OlimpiaT             | 33  | 12 | 9 | 3/0 | 0 | 34 | 12 | +22  |
| 2    | Club Guaraní              | 30  | 12 | 8 | 2/2 | 0 | 26 | 13 | +13  |
| 3    | Cerro Porteño             | 25  | 12 | 7 | 1/2 | 2 | 15 | 4  | +11  |
| 4    | Club Sport Colombia       | 23  | 12 | 4 | 5/1 | 2 | 15 | 12 | +3   |
| 5    | Club Sol de América       | 19  | 12 | 5 | 1/2 | 4 | 15 | 11 | +4   |
| 6    | Club Libertad             | 19  | 12 | 4 | 3/1 | 4 | 12 | 16 | -4   |
| 7    | Club Atlético Colegiales  | 18  | 12 | 4 | 2/2 | 4 | 14 | 14 | 0    |
| 8    | Club Presidente Hayes     | 18  | 12 | 3 | 3/3 | 3 | 10 | 10 | 0    |
| 9    | Club TembetaryP           | 14  | 12 | 2 | 2/4 | 4 | 9  | 13 | -4   |
| 10   | Club Nacional             | 10  | 12 | 1 | 2/3 | 6 | 13 | 15 | -2   |
| 11   | Club Sportivo Luqueño     | 10  | 12 | 3 | 0/1 | 8 | 13 | 24 | -11  |
| 12   | Club Sportivo San Lorenzo | 10  | 12 | 2 | 2/0 | 8 | 11 | 26 | -15  |
| 13   | Deportivo Humaitá         | 5   | 12 | 0 | 0/5 | 7 | 12 | 29 | -17  |

|  | Qualification pour la deuxième phase                 |
|  | T : Tenant du titre P : Promu de División Intermedia |

#### Deuxième phase
En fonction de leur classement à l’issue de la première phase, les clubs démarrent la seconde phase avec un bonus.
| Rang | Équipe                   | Pts | J | G | N   | P | Bp | Bc | Diff |
| ---- | ------------------------ | --- | - | - | --- | - | -- | -- | ---- |
| 1    | Club Olimpia+3           | 9   | 3 | 2 | 0/0 | 1 | 9  | 4  | +5   |
| 2    | Club Sport Colombia+1.5  | 7.5 | 3 | 2 | 0/0 | 1 | 2  | 1  | +1   |
| 3    | Club Libertad+0.5        | 6.5 | 3 | 2 | 0/0 | 1 | 7  | 5  | +2   |
| 4    | Club Atlético Colegiales | 0   | 3 | 0 | 0/0 | 3 | 2  | 10 | -8   |

| Rang | Équipe                | Pts | J | G | N   | P | Bp | Bc | Diff |
| ---- | --------------------- | --- | - | - | --- | - | -- | -- | ---- |
| 1    | Club Guaraní+2.5      | 9.5 | 3 | 1 | 2/0 | 0 | 5  | 4  | +1   |
| 2    | Cerro Porteño+2       | 7   | 3 | 0 | 2/1 | 0 | 5  | 5  | 0    |
| 3    | Club Presidente Hayes | 4   | 3 | 1 | 0/1 | 1 | 4  | 4  | 0    |
| 4    | Club Sol de América+1 | 3   | 3 | 0 | 0/2 | 1 | 6  | 7  | -1   |

#### Phase finale
|  | Demi-finales        | Demi-finales |               |   | Finale | Finale |
|  |                     |              |               |   |        |        |
|  |                     |              |               |   |        |        |
|  |                     |              |               |   |        |        |
|  | Cerro Porteño       | 3            |               |   |        |        |
|  | Cerro Porteño       | 3            |               |   |        |        |
|  | Club Olimpia        | 0            |               |   |        |        |
|  | Club Olimpia        | 0            | Cerro Porteño | 1 |        |        |
|  |                     |              | Cerro Porteño | 1 |        |        |
|  |                     | Club Guaraní | 0             |   |        |        |
|  | Club Sport Colombia | Club Guaraní | 0             |   |        |        |
|  |                     |              |               |   |        |        |
|  | Club Guaraní        |              |               |   |        |        |
|  |                     |              |               |   |        |        |

### Finale nationale
| Équipe 1     | Résultat | Équipe 2      | Aller | Retour |
| ------------ | -------- | ------------- | ----- | ------ |
| Club Guaraní | 3 - 6    | Cerro Porteño | 2 - 1 | 1 - 5  |

### Classement cumulé
Le classement cumulé des premières phases des tournois détermine le club relégué en deuxième division.
| Rang | Équipe                    | Pts | J  | G  | N   | P  | Bp | Bc | Diff |
| ---- | ------------------------- | --- | -- | -- | --- | -- | -- | -- | ---- |
| 1    | Club OlimpiaT             | 60  | 24 | 18 | 3/0 | 3  | 63 | 27 | +36  |
| 2    | Club GuaraníOuv           | 56  | 24 | 15 | 4/3 | 2  | 56 | 29 | +27  |
| 3    | Cerro PorteñoClo          | 46  | 24 | 12 | 3/4 | 5  | 40 | 18 | +22  |
| 4    | Club Libertad             | 46  | 24 | 12 | 4/2 | 6  | 28 | 30 | -2   |
| 5    | Club Atlético Colegiales  | 38  | 24 | 8  | 5/4 | 7  | 29 | 30 | -1   |
| 6    | Club Sol de América       | 37  | 24 | 9  | 3/4 | 8  | 31 | 27 | +4   |
| 7    | Club Sport Colombia       | 34  | 24 | 6  | 7/2 | 9  | 31 | 35 | -4   |
| 8    | Club TembetaryP           | 34  | 24 | 7  | 4/5 | 8  | 29 | 36 | -7   |
| 9    | Club Sportivo Luqueño     | 31  | 24 | 9  | 0/4 | 11 | 40 | 45 | -5   |
| 10   | Club Presidente Hayes     | 31  | 24 | 6  | 4/5 | 9  | 24 | 34 | -10  |
| 11   | Club Nacional             | 24  | 24 | 4  | 3/6 | 11 | 29 | 36 | -7   |
| 12   | Club Sportivo San Lorenzo | 16  | 24 | 3  | 3/1 | 17 | 24 | 49 | -25  |
| 13   | Deportivo Humaitá         | 15  | 24 | 1  | 3/6 | 14 | 25 | 53 | -28  |

|  | Qualification pour la Copa Libertadores 1997                                                                                 |
|  | Qualification pour la Copa CONMEBOL 1997                                                                                     |
|  | Relégation directe en División Intermedia                                                                                    |
|  | T : Tenant du titre Ouv : Vainqueur du tournoi Ouverture Clo : Vainqueur du tournoi Clôture P : Promu de División Intermedia |

## Bilan de la saison
| Championnat du Paraguay de football 1996 |                           |
| Champion                                 | Cerro Porteño (24e titre) |
| Qualifications continentales             |                           |
| Copa Libertadores 1997                   | Cerro Porteño             |
| Copa Libertadores 1997                   | Club Guaraní              |
| Copa CONMEBOL 1997                       | Club Sportivo Luqueño     |
| Promotions et relégations                |                           |
| Promus en Primera División               | Club Cerro Corá           |
| Relégués en División Intermedia          | Deportivo Humaitá         |